# 駐蹕山の戦い
駐蹕山の戦い（ちゅうひつざんのたたかい、朝鮮語: 주필산_전투 Jupil-san Jeontu、中国語: 驻跸山之战 Zhūbìshān Zhīzhàn）は、安市城の要塞都市の南の駐蹕山で起きた唐と高句麗の間の戦闘であった。645年7月11日に勃発した。小規模だが優秀な唐軍は、大勝しながら安市城の防衛を強化しに行こうとする高句麗の増援部隊を一掃した。

## 背景
中国の皇帝太宗は644年に高句麗に侵攻すると決めた。軍事的専制者淵蓋蘇文に高句麗の前国王栄留王や廷臣が殺されたことは、侵攻の口実として使われた。上述の廷臣は、皇帝の機嫌をとることで知られ、軍事的強硬派の淵蓋蘇文自身が決して承認せず従って殺害の理由になった中国との友好的な条件で高句麗があった。侵攻は遂に皇帝の命令に基づき李勣が率いる唐軍が軍と共に高句麗領内に渡った645年4月1日に始まった。全活動は今では高句麗の遼陽と灯塔が唐の影響で落城の危険がある中での鴨緑江の北の高句麗領の陸海の共同侵攻であった。
次に淵蓋蘇文は645年6月までに高句麗の北部防衛を強化する為に高恵真将軍と高延寿将軍に率いられた15万人の軍隊を動員し始めた。軍隊の規模は既に高句麗の国力からしては比較的に巨大であった。このような巨大な軍隊の動員は、唐軍が6月11日までに最終的に遼陽の首都であり10万人が暮らす高句麗第二位の都市で高句麗北部の陸上防衛体制の中心地である安市城の門にいるように高句麗領を東に進み一つずつ都市を奪取した。安市城が中国に陥落すべく、鴨緑江の南の残りの高句麗は、侵攻に無力である。従って巨大な増援部隊が平壌で集められ、北に進軍し、包囲された安市城を援助する目的で急いだ。

## 前兆
高句麗北部を駆け巡る間者と馬に跨がった斥候は、太宗に平壌からのかなり大きな増援部隊が安市城が唐に陥落するのを妨げるために向かっていると報告した。これは淵蓋蘇文が二人の将軍と共に安市城救援の為に送った部隊であった。部隊が増援部隊と対峙する一方で、安市城の防衛者による逃走の機会を妨げるために安市城を取り囲む険しい丘に完全に位置する土塁を築く必要があると将軍に告げながら、その後軍事参謀会議がまず皇帝により召集され、後方から増援部隊を側面攻撃する宗室の李道宗が率いる小規模の騎兵隊を丘に隠し、従って戦闘は皇帝が計画したように鉄床戦術で行うことに決定することになる。
両軍は遂に高句麗軍が平野の南端の川を渡ると共に6月21日までに駐蹕山の麓に位置する平野で対決した。

## 戦闘
戦闘は高句麗の将軍の一人高延寿が唐軍は見たところ小規模で戦線は弱々しいと認めた6月23日に始まった。これと共に騎兵隊と攻撃することを決し、自軍の前の唐の大軍を撃退することを考えた。高延寿が知らなかったことは実際は部下が早くに計画したように高句麗軍を罠に誘き出す太宗による策略であった。高延寿が率いる高句麗の騎兵隊は、防護壁で待ち受けている唐の歩兵隊に向かって安市城の南の駐蹕山の麓の戦場の最重要要素である平野を抜けて突進した。別の将軍の高恵真は要請に従い攻撃にも参加した。弓の射手や石弓の射手、カタパルトから唐の隊列に大量に投射したにもかかわらず、騎兵隊の突進は、騎兵隊が突進する過程で多くの唐兵が死ぬ中で遂に防護壁に到達するまでその勢いを保った。しかし暫くして唐軍の長い防護壁の後に遙か後方で戦場を見守る太宗のいる大量で密集した歩兵隊がいることは両将軍にとって衝撃として現れた。従って大規模な唐の戦線は、この段階で誤った勝利の観念を高句麗に与えながら軍が目的を持って高句麗の攻撃に道を与えたので直線からU字の隊形にゆっくりと展開した。
太宗が遂に罠を跳ね上げる正にその時と判断すると、それまで駐蹕山の北の丘に隠れていた後方からの11000名の騎兵隊と共に長孫無忌らの将軍による側面攻撃を合図する銅鑼や角笛を鳴らすよう命令した。カンナエの戦いのような戦闘下で唐の騎兵隊は遂に高句麗の騎兵隊の後方を通って攻撃しながら高句麗の騎兵隊の後方に近付いた。高句麗の二人の将軍が戦闘中の兵士を呼び集めようとしたので唐軍は周囲を突いて包囲をきつくし始めたが、一方的な大量殺戮は続いた。状況を回復できないと理解しながら二人の将軍は南に川を渡って本隊に合流すべく包囲から脱出することをできる限り行おうとしたが、3万の兵士がその中で死亡した。本隊に戻れる川の橋が既にこのことを見越していた太宗の命令により唐の司令官長孫無忌により既に破壊されていることに気付くと状況は悪化した。他に本隊に合流する方法が見出せずに二人の将軍は北方の自分の部隊を激しい追求の中で唐軍のいる駐蹕山山頂に何が何でも残そうと呼び集めた。唐軍はその時もう一度駐蹕山山頂の残りの高句麗軍を捉え包囲した。駐蹕山山頂の包囲された戦友を守ろうとして高句麗軍の本隊は遂に川を渡って戦闘に参加し、唐軍を攻撃した。しかしすぐに唐軍により3方向からの反撃を受けていることに気付き、山頂の戦友に合流できなかった。
完敗するのを見ながら山頂の今では僅か3800名の負傷兵と飢餓兵に減少した部隊から生き残った高延寿と高恵真は降伏した。まだ降伏していない高句麗軍の残余兵は、駐蹕山山頂の戦友を守ろうとして失敗した部隊で、遂に南に撤退し四散するまで打ちのめされながら、追撃中に高句麗兵の殆どが死に捕虜になった33000名の高句麗兵が追跡する唐軍に突き止められただけで、今では三方からの唐軍の攻撃により支配された。この中で唐軍は3500名の将校や指揮官を中国に送り、3300名の靺鞨兵を処刑し、結局残りの一般の高句麗兵を解放した。敵から奪取した戦利品の一部として唐軍は打ち破った高句麗軍から5万頭の馬や5万頭の牛、1万個の金属製の甲冑を手に入れた。

## その後
唐軍の手によって高句麗の増援部隊が壊滅状態になったことは、高句麗の他の地域から安市城を孤立させた。その時から安市城守備隊は単独に唐軍のなすがままに立ち去ることになる。二人の高句麗の将軍高恵真と高延寿は、この時唐の本土に移送し、太宗から爵位を与えられ、後に高句麗を征服する戦役で助言した。
この戦いの後悪天候が始まった為、太宗は3か月前に行うことになっていた安市城の包囲戦を開始した。包囲戦は中止され従って安市城は守られたが、この戦闘によって既に限られていた高句麗の人材を大いに消耗させ、防戦のための人手不足が一因となり、668年に唐と南方の新羅によって首都平壌を含む領土の殆どを征服され高句麗は完全に滅びた。

## 大衆文化
2018年の韓国の映画安市城は最初の場面としてこの戦闘をあしらっている。

## 参照
1. 1 2 3 4 5 6 7  Graff, David (2 September 2003) (英語). Medieval Chinese Warfare 300–900. Routledge. p. 197. ISBN 9781134553532 2018年10月28日閲覧。
2. ↑  “資治通鑑・唐紀・唐紀十四_古詩文网”. m.gushiwen.org. 2018年8月23日閲覧。
3. 1 2  Joe 1972, 16.
4. 1 2  “안시성싸움[安市城─ - 두피디아]” (Korean). doopedia.co.kr. 2016年11月11日閲覧。
5. ↑  “민족문화대백과사전- 안시성전투” (Korean). encykorea. 2016年11月11日閲覧。
6. ↑  “Yonhap News Agency” (英語). Yonhap News Agency. 2020年2月6日閲覧。